# Когенерація
Когенера́ція (також комбіноване виробництво тепла та електроенергії) полягає у використанні електростанції для одночасного виробництва тепла та електроенергії.

## Загальний опис
Когенерація — це технологічний процес виробництва двох видів енергії одночасно, зокрема, електричної та теплової. Слово «когенерація» утворена від слів «комбінована» та «генерація». Якщо в результаті одного технологічного процесу виробляють три види енергії, зокрема, електрична енергія, енергія тепла та енергія холоду, то такий процес називають тригенерація.
Електростанції з комбінованим циклом виробництва постачають тепло для потреб промислових споживачів або до комунальних тепломереж.
Найбільшими в Україні виробниками електроенергії з комбінованим циклом є:
| Назва              | Встановлена електрична потужність |
| ------------------ | --------------------------------- |
| Київська ТЕЦ-5     | 700 МВт                           |
| Харківська ТЕЦ-5   | 540 МВт                           |
| Київська ТЕЦ-6     | 500 МВт                           |
| Кременчуцька ТЕЦ   | 255 МВт                           |
| Черкаська ТЕЦ      | 230 МВт                           |
| Чернігівська ТЕЦ   | 210 МВт                           |
| Калуська ТЕЦ       | 200 МВт                           |
| Сєвєродонецька ТЕЦ | 185 МВт                           |
| Краматорська ТЕЦ   | 120 МВт                           |

## Різновиди електростанцій з комбінованим циклом виробництва
Типовими різновидами електростанцій з комбінованим циклом виробництва є:
- Парова турбіна, яка є тепловим двигуном і приводом для електрогенератора, використовує тепло від парового котла. Прикладом такої електростанції є Київська ТЕЦ-5.
- Газопоршневий генератор — використовує енергію газового палива для генерації електроенергії, утилізоване від систем охолодження двигуна, який є приводом електроенергії, тепло надалі використовується для опалення або в інших цілях. Найпоширенішим паливом для газогенераторів є природний газ, також можуть використовуватись шахтний метан, біогаз або інше. Прикладом подібної електростанції є КГЕС Шахти імені Засядька — найбільша у світі когенераційна електростанція, яка працює на шахтному метані.

Утилізоване тепло із невисокою температурою (100—180 °C) може використовуватись у абсорбційних охолоджувачах для виробництва холоду. Комбінований цикл виробництва електроенергії, тепла, холоду та, наприклад, вуглекислого газу називають у загальнішому випадку «полігенерацією». Прикладом подібної електростанції може бути плановане впровадження полігенерації на виробництві безалкогольних напоїв[недоступне посилання з липня 2019].

## Державна політика
Енергетична стратегія України до 2030 року одним із пріоритетів визначає використання скидного тепла та перетворення котелень, що виробляють лише тепло, на когенераційні електростанції. Закон України Про комбіноване виробництво теплової та електричної енергії (когенерацію) та використання скидного енергопотенціалу передбачає пільги для виробників з комбінованим циклом виробництва тепла та електроенергії.

## Європейська політика
У 2004 році Європейський парламент прийняв директиву 2004/8/EC
. Директива закликає країни-члени ЄС до заохочення створення нових когенераційних електростанцій та стимуляції існуючих. На середньострокову та далеку перспективу Директива закликає до підтримки високоефективних когенераційних електростанцій, що повинно допомогти зменшити викиди парникових газів та сприяти сталому розвитку. Директива заохочує до створення національних схем підтримки когенерації країнами-членами, проте не зобов'язує до цього. На сьогоднішній день приклади таких схем підтримки існують у Бельгії (схема зелених сертифікатів а також квоти на когенерацію), Іспанії (Постанова щодо продажу електроенергії когенераційних електростанцій) та Німеччині (Закон про когенерацію).
Директива Європейського Союзу щодо торгівлі викидами 2003/87/EC надає можливість країнам-членам на власний розсуд стимулювати когенераційні електростанції шляхом надання додаткових дозволів на викиди парникових газів. Перевага при цьому надається електростанціям, які мають ефективність, вищу за середній по країні показник.